# Catrame di carbone
Il catrame di carbone, chiamato anche catrame minerale, è un catrame, cioè un liquido viscoso di colore bruno nerastro, caratterizzato dall'odore pungente ed intenso, ottenuto come sottoprodotto quando il carbone è carbonizzato per produrre coke o gassificato per produrre gas illuminante. I catrami di carbone sono costituiti da miscele complesse e variabili di fenoli, vari idrocarburi policiclici aromatici (IPA) e composti eterociclici.

## Applicazioni
Infiammabile, il catrame minerale è talvolta utilizzato per riscaldare o far partire una caldaia. Come la maggior parte degli oli pesanti, deve essere riscaldato prima di poter fluire facilmente.
Il catrame di carbone è stato impiegato per molto tempo:
- per le sue proprietà di impermeabilità: pavimentazioni stradali,[2]‍ giunti di copertura, calafataggio degli scafi delle imbarcazioni, ecc. I prodotti di rivestimento sigillante a base di catrame di carbone contengono tipicamente dal 20 al 35 per cento di pece di catrame di carbone.[3]

- per le sue proprietà di "legante" cioè come una forma di malta, che conferisce coesione.

Il catrame minerale era un tempo il principale ingrediente del macadam all'asfalto (tarmacadam, meglio conosciuto nella forma abbreviata tarmac), utilizzato con scorie di ferro.
Ai nostri giorni nella maggior parte dei paesi, il catrame non è più impiegato nella tecnica stradale da parecchi decenni a causa della presenza di idrocarburi aromatici policiclici cancerogeni. Si utilizza ancora talvolta quando ci si vuole avvalere della sua resistenza agli idrocarburi, ad esempio nelle stazioni di servizio o nelle aree di sosta e di rifornimento degli aeroplani (il bitume, di origine petrolifera, è solubile negli idrocarburi). Questa tecnica è praticamente abbandonata dappertutto perché può essere sostituita da bitumi modificati chiamati "anti K" (anti cherosene), da resine, da calcestruzzo, da leganti di sintesi o usciti dalla chimica vegetale, ecc.

### Usi sanitari
Conosciuto in passato come liquor carbonis detergens (LCD; in latino: "soluzione detergente di carbone"), e liquor picis carbonis (LPC; in latino: "soluzione di catrame di carbone") in base alla BP può essere usato nella produzione di sciampi, di saponi e pomate a uso medico, come trattamento nella cura di numerosi dermatiti, tra cui la dermatite seborroica, la forfora e la psoriasi, oltre che per uccidere e respingere i pidocchi. Negli Stati Uniti, le preparazioni mediche a base di catrame di carbone sono considerate come farmaci da banco (over-the-counter drug, OTC) e sono sottoposte alla regolamentazione della Food and Drug Administration. Sono vendute ad esempio sotto il nome di Denorex, Balnetar, Psoriasin, Tegrin, T-Gel e Neutar.
Quando è utilizzato nella preparazione estemporanea di medicamenti topici, il catrame di carbone è fornito sotto forma di soluzione topica di catrame di carbone della USP, consistente in una soluzione al 20% in massa per volume di catrame di carbone nell'alcol, con in più il 5% m/v di polisorbato 80 USP; tale miscela deve poi essere diluita in una base di pomata come la vaselina.
Per le sue proprietà analgesiche, è altresì utilizzato per la sintesi del paracetamolo. Il paracetamolo è l'unico analgesico derivato dal catrame di carbone ancora oggi in uso, ma il fenolo industriale è ora solitamente sintetizzato dal petrolio grezzo piuttosto che dal catrame di carbone.

## Sicurezza
Secondo l'Agenzia Internazionale per la Ricerca sul Cancro, le preparazioni che includono più del 5% di catrame di carbone grezzo sono considerate appartenenti al gruppo 1 dei cancerogeni.
Secondo la National Psoriasis Foundation e la FDA, il catrame di carbone è un'opzione di trattamento preziosa, sicura e poco costosa per milioni di persone affette da psoriasi e da altre malattie del cuoio capelluto o della pelle. Le concentrazioni di catrame di carbone tra lo 0,5% e il 5% sono sicure ed efficaci per la psoriasi, e nessuna prova scientifica suggerisce che il catrame di carbone nelle concentrazioni viste nei trattamenti senza ricetta sia (o non sia) cancerogeno perché ci sono troppi pochi studi e dati insufficienti per esprimere un giudizio.
Il catrame di carbone causa un aumento della sensibilità alla luce del sole, così che la pelle trattata con preparazioni topiche di catrame di carbone deve essere protetta dalla luce solare.